# 샤반 트르스테나
샤반 트르스테나(마케도니아어: Шабан Трстена, 1965년 1월 1일~)는 유고슬라비아와 북마케도니아의 레슬링 선수이다. 1984년 하계 올림픽 자유형 플라이급에서 금메달을 획득했다.